# 台鐵LDH100型柴液機車
臺鐵LDH100型柴液機車是臺灣鐵路管理局的花蓮修理廠（花蓮機廠前身）於1970年製造，製造原因為花蓮糖廠於製糖期之機車運用數量不足。

## 概要
臺鐵於1968年引進LDH200型後臺東線邁入貨運柴油化的時代，不過受限於經費僅購入12輛LDH200型，再加上蒸汽機車狀態不佳與LDT100型運轉區間受限，使貨運量較大的製糖期出現機車運用吃緊的狀況，故當時花蓮修理廠決定利用廠內的引擎、轉向架等備料，並研究LDH200型:141後自行設計生產機車以改善運用吃緊的問題:148。1970年9月26日LDH101完工:148，此型車之性能雖然不及LDH200型，但在當時物料與技術的限制下仍生產出具備一定水準的機車，對於花蓮修理廠來說別具意義。LDH101在經過一系列試車後於1970年12月1日正式投入臺東線的運輸任務:148。1982年臺東線軌距由762mm拓寬為1,067mm完工後:56，因性能更好的柴電機車已可駛入臺東線，故臺鐵決定讓LDH101功成身退。1985年9月LDH101與LDK58、LDR2201、LTPB1813被運至澎湖縣馬公市的文化中心展示，在經過海風與人為的摧殘下車輛已嚴重鏽蝕，1999年10月臺鐵將車輛全數運回臺北機廠整修，最終LDH101與LTPB1813靜態保存於苗栗鐵道文物展示館，LDK58與LDR2201靜態保存於臺北車站東側。

## 外部連結
- 歲月長廊 車輛演進: LDH101工場 - 後山鐵道風華 文化資產數位博物館
- LDH101那個1938年造的轉向架，竟然就是谷口廣三在花蓮時買的汽油車的....... - 飛行場の測候所（页面存档备份，存于）
- 鄭仁崇於Facebook.
- 100型柴油機車 - 花蓮縣在地文化記憶庫（页面存档备份，存于）